# Yvonne Constant
Pour les articles homonymes, voir Constant.
Yvonne Constant est une comédienne et chanteuse française, née Yvonne Coronakis le 15 juin 1930 à Paris et morte le 28 février 2023 à Larmor-Plage.

## Biographie
Yvonne Constant est née à Paris 5e. Elle commence sa carrière au ballet et dans des comédies musicales.
Yvonne Constant est élue “Miss Charme 1952“ à la salle Wagram, le 7 décembre 1952, à Paris.
En France, elle apparaît au cinéma de 1953 à 1958.
En 1958, elle part à New York, où elle connaîtra un très grand succès.
Yvonne Constant ne rentrera pas à Paris avec Les Branquignols, après la dernière représentation de La Plume de ma tante le 17 décembre 1960.
Elle restera à New York, poursuivant sa carrière dans des comédies musicales. Sa dernière apparition date de 2019.
Elle sera l'invité à 45 reprises du The Tonight Show Starring Johnny Carson.
Elle épouse successivement Yannick Pinguet, polytechnicien (1924-2009), dont elle aura un fils Gérard en 1955, Gershon Kingsley, pionnier de la musique électronique, compositeur de « Popcorn » (1922-2019) et Myron Lanin, de l'université Yale, (1924-2014).
Elle meurt le 28 février 2023 à Larmor-Plage à l'âge de 92 ans, et est inhumée au cimetière des Batignolles.

## Décoration
- Chevalier de l'ordre des Arts et des Lettres (2007). Remise à Paris au Sénat.

## Filmographie
- 1953 : Leur dernière nuit de  Georges Lacombe : Marceline
- 1954 : Papa, maman, la bonne et moi... de Jean-Paul Le Chanois
- 1955 : Nana de  Christian-Jaque
- 1955 : Papa, maman, ma femme et moi de Jean-Paul Le Chanois : une infirmière
- 1956 : Notre-Dame de Paris de  Jean Delannoy
- 1958 : Maxime d'Henri Verneuil : Rolande, une danseuse des Capucines
- 1958 : Maigret tend un piège de Jean Delannoy : une auxiliaire de police
- 1962 : Gigot, le clochard de Belleville de  Gene Kelly : Lucille Duval
- 1967 : Rentrez chez vous, les singes ! (Monkeys, Go Home!) d'Andrew McLaglen : Yolande Angelli
- 1991 : La Montre, la Croix et la Manière de Ben Lewin : une prostitutée

## Revues
- 1958 : La Plume de ma tante[5] 835 représentations du 11 novembre 1958 au 17 décembre 1960 à Broadway au Royale Theater, puis à Las Vegas, Los Angeles et San Francisco. Special Tony Award en 1959
- 1961 : The Gay Life : 113 représentations du 18 novembre 1961 au 24 février 1962 à Broadway au Schubert Theater.
- 1962 : No Strings : 580 représentations à partir du 15 mars 1962 au à Broadway au 54th Street Theater puis au Broadhurst Theater
- 1967: Come Live With Me : à Broadway au Billy Rose Theater
- 2007: Follies: elle a chanté "Ah Paris" au New York City Center.

### Théâtre
- 1953: Le Piège à l'Innocent (Théâtre de l'œuvre) (rôle : Virginie)
- 1958 : Pommes à l'Anglaise (Théâtre de Paris)

### Show
- Yvonne CONSTANT est apparue au Metropolitan Room de New York 14 fois entre 2008 et 2019. Ses apparitions ont été très bien accueillies par le critique de cabaret, William Wolf. Ses spectacles ont été présentés par Jan Wallman, dirigés et mis en scène par la chorégraphe internationale Molly Molloy, et son directeur musical était Russ Kassoff.

### Série
- " La Griffe du destin (Sins) une mini-série télévisée de 1986 de CBS avec Joan Collins. D'une durée totale de 320 minutes, réalisée par Douglas Hickox, d'après le best-seller de Judith Gould" dans laquelle elle a joué (rôle : Annette) et chanté et (rôle : Giselle)